# Вычугов, Николай Леонтьевич
Никола́й Лео́нтьевич Вычугов (1902, Царицын — 29 сентября 1942, Сталинград) — инженер-технолог Сталинградского тракторного завода, младший лейтенант, командир танковой бригады народного ополчения имени Сталинградского пролетариата, участник Сталинградской битвы. Его имя увековечено на одной из 37 именных мемориальных плит на Большой братской могиле мемориального комплекса «Героям Сталинградской битвы» на Мамаевом кургане.

## Биография

### До войны
Родился в городе Царицыне Саратовской губернии в семье грузчика. Работал слесарем на Сталинградском тракторном заводе, затем окончил Сталинградский вечерний механический институт и работал на заводе инженером-технологом сталефасонного цеха. Во время учёбы в институте был аттестован на командира танковой роты.

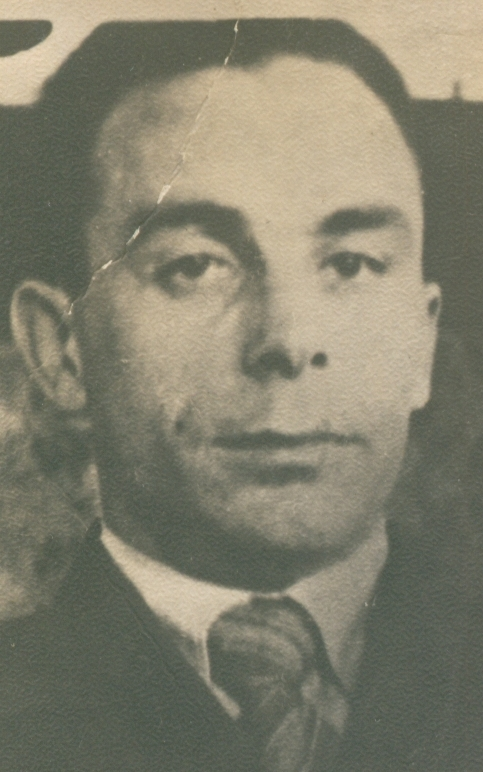
Вычугов Николай Леонтьевич (из фондов музея-заповедника «Сталинградская битва»)

### Участие в Сталинградской битве
Летом 1941 года на Сталинградском тракторном заводе были сформированы истребительный и танковый батальоны народного ополчения, которые состояли, главным образом, из рабочих и инженерных работников завода. Николай Леонтьевич стал командиром 1-го взвода Тракторозаводского отряда народного ополчения. Командиром танкового батальона был назначен капитан запаса А. Лебедев, комиссаром — капитан запаса А. Степанов (заведующий военным отделом Тракторозаводского райкома партии). 10 февраля 1942 на базе батальона была сформирована танковая бригада (в составе четырёх батальонов), получившая почётное наименование имени Сталинградского пролетариата. В бригаду было зачислено 1500 сотрудников завода, а командиром одного из батальонов стал Н. Л. Вычугов. Обучение и подготовка специалистов бригады проводились во время, свободное от основной деятельности на заводе. 11 июля 1942 Сталинградский городской комитет обороны принял постановление «О состоянии и мерах укрепления частей народного ополчения», в соответствии с которым было решено сформировать танковый батальон народного ополчения в Кировском районе, а также дополнительно два батальона на тракторном заводе.
К 23 августа 1942 года бригадой командовали: командир бригады — Н. Л. Вычугов; комиссар бригады А. В. Степанов; начальник штаба бригады — Евгений Врублевский (инженер-конструктор Сталинградского тракторного завода).
23 августа 1942 года немецкие части прорвались к Тракторному заводу. Бойцы бригады совместно с другими частями народного ополчения были подняты по тревоге в 17:40 и в ночь выдвинулись на рубеж обороны севернее тракторного завода в район реки Сухая Мечётка. В первом бою принимали участие 337 бойцов под командованием младшего лейтенанта Николая Леонтьевича Вычугова. Особой заслугой ополченцев танковой бригады является то, что они вместе с бойцами истребительных батальонов и частей гарнизона, выступив 24 августа против гитлеровцев, сорвали их попытку сходу овладеть Сталинградом. Танковая бригада народного ополчения была выстроена в два эшелона. В первом эшелоне стояли 2-й, 3-й и 4-й батальоны, которые за неимением материальной части (танков) действовали, как стрелковые подразделения. Во втором эшелоне стоял 1-й батальон, имевший танки и выполнявший роль подвижного резерва. В первую ночь бригада прикрывала Дубовское шоссе, подступы к зенитным батареям, а также, используя танки в качестве неподвижных огневых точек, мост у реки Мокрая Мечётка в районе кинотеатра «Ударник». К полудню 24 августа 1-й батальон бригады установил связь с 21-м утб 99-й тбр.
Танковая бригада занимала оборону в северной части Тракторозаводского района с 23 августа по 28 сентября 1942 года.
28 сентября немцы начали наступление на нескольких участках. Штаб танковой бригады получил сообщение, что со стороны Сухой Мечётки и по балке, севернее механического института, просочились немецкие автоматчики, которые намереваются выйти на заводскую площадь. Навстречу врагу устремились танкисты. Вместе с комсомольцем Евгением Врублевским Николай Вычугов подбил семь немецких танков.
В этом бою погиб командир бригады Н. Л. Вычугов, посмертно награждённый орденом Красного Знамени.
Как самостоятельная единица бригада ополчения участвовала в обороне города до 5 октября 1942 года. Затем она влилась в ряды 124-й стрелковой бригады полковника С. Ф. Горохова.

## Награды

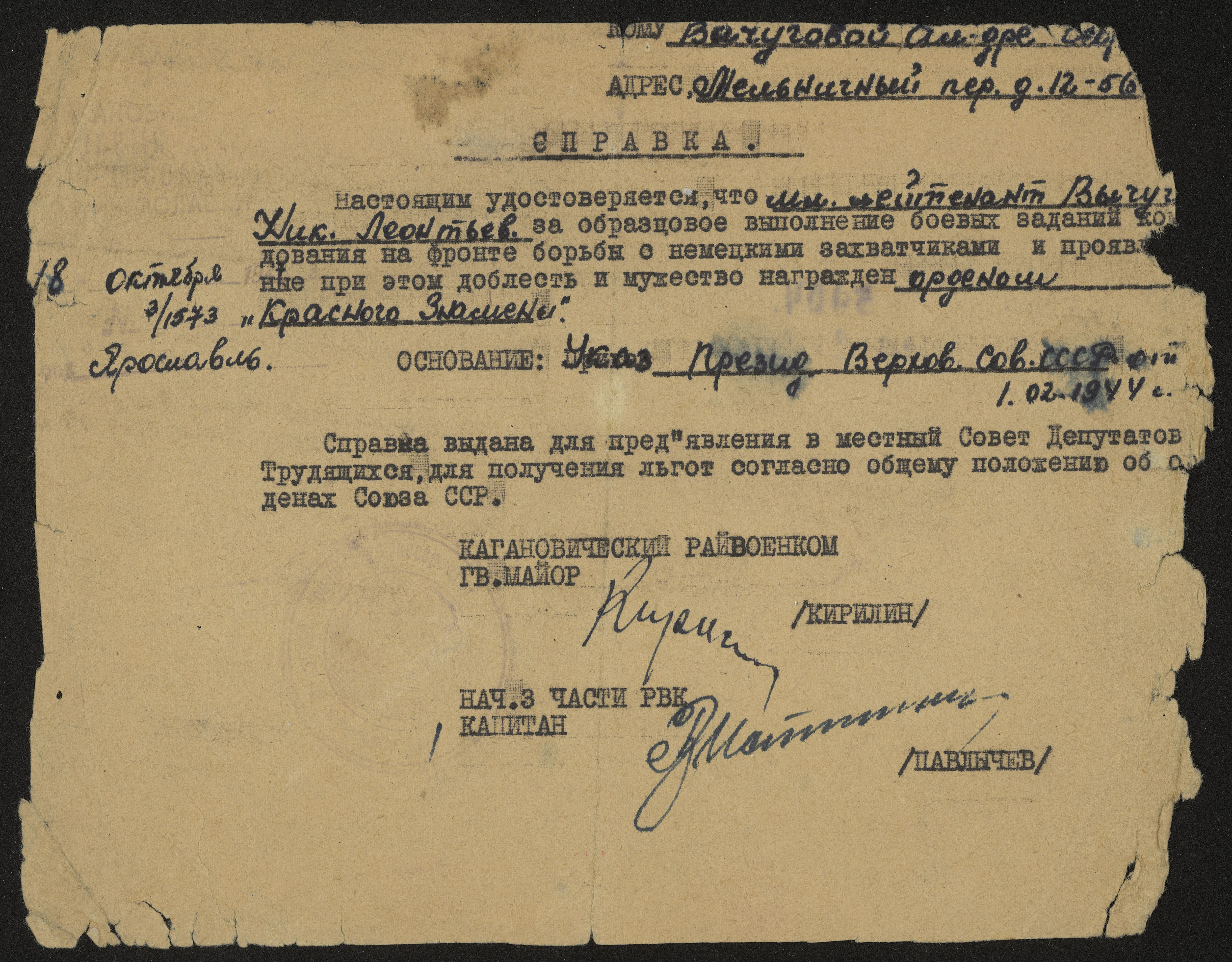
Справка, подтверждающая награждение младшего лейтенанта Вычугова орденом Красного Знамени (из фондов музея-заповедника «Сталинградская битва»)

Николай Леонтьевич награждён орденом Красного Знамени и медалью «За оборону Сталинграда». Удостоверение о награждении медалью хранится в фондах музея-заповедника «Сталинградская битва».

## Память
9 февраля 1948 года (постановление № 5/9) одной из улиц Сталинграда было присвоено имя Николая Леонтьевича Вычугова. Улица Вычугова выходит к реке Мокрая Мечётка.
В 1968 на здании цеха, где работал Николай Леонтьевич, была открыта памятная доска.
Среди мемориальных плит Большой братской могилы мемориального комплекса «Героям Сталинградской битвы» есть плита с именем Николая Леонтьевича Вычугова. Прах Николая Леонтьевича был перезахоронен в Большую Братскую могилу во время строительства мемориального комплекса.

## Проблематика
В некоторых исследованиях отвергается участие танковой бригады народного ополчения (и её командира) в отражении первого штурма Сталинграда. Во многих исследованиях танковая бригада и сам Николай Леонтьевич Вычугов упоминаются вскользь, а часто не упоминаются вообще. В большинстве работ, где встречается имя Николая Вычугова, тексты однотипны и восходят к очерку «Танкист народного ополчения». Однако, даже в таких случаях встречаются расхождения в дате рождения, воинском звании, должности и последующем награждении.